# Thomas Engström
Kjell Thomas Engström, född 24 september 1975, är en svensk författare.
Engström är till utbildningen jurist. Som fri skribent och kolumnist har han medverkat regelbundet i Svenska Dagbladet, Expressen, Fokus, Axess och Aftonbladet. I april 2022 slutade han att skriva för Aftonbladet kultur, i protest mot deras publicering av "Putinvinklade alster".
Han romandebuterade med Mörker som gör gott 2003, följd av Dirty Dancer 2006. År 2013 kom Väster om friheten, den första boken i hans serie politiska thrillers om den gamle Stasi-officeren, krögaren och frilansande problemlösaren Ludwig Licht. Dessa böcker har filmatiserats som tv-serien Väster om friheten, producerad i samarbete mellan svenska Anagram, SVT och tyska ZDF. Ludwig Licht spelas av Wotan Wilke Möhring. Böckerna om Ludwig Licht har sålts till ett antal länder, däribland Tyskland, Ryssland, Polen, Nederländerna, Grekland och Tjeckien.
Engström har tidigare varit sambo med författaren Gabriella Håkansson. 2015 gifte han sig med kulturskribenten och författaren Margit Richert och tillsammans bodde paret på platser som Blentarp i Skåne, Georgien, Mexiko, Nederländerna, Shetlandsöarna, Jokkmokk, Öland och Kiev. Tillsammans skrev de den skönlitterära romanserien Nordmark. Richert och Engström skilde sig 2022 och 2023 gifte sig Engström med nyzeeländska Anne Engström (född Sullivan) som arbetar inom välgörenhetssektorn och politiken. Paret är bosatt främst i Royal Tunbridge Wells, England.[källa behövs]

## Priser och utmärkelser
- 2008: Sveriges tidskrifters pris som Årets krönikör
- 2013: Svenska Deckarakademins debutantpris för Väster om friheten
- 2014: Söder om helvetet nominerad till Svenska Deckarakademins pris för Årets bästa svenska kriminalroman
- 2017: Öster om avgrunden nominerad till Svenska Deckarakademins pris för Årets bästa svenska kriminalroman

## Översättning
Engström har översatt ett tjugotal titlar från engelska, däribland böcker av Barack Obama, Mark Bowden, Ian Kershaw och Walter Isaacson.